# Marienbild in der Haßfurtschlucht

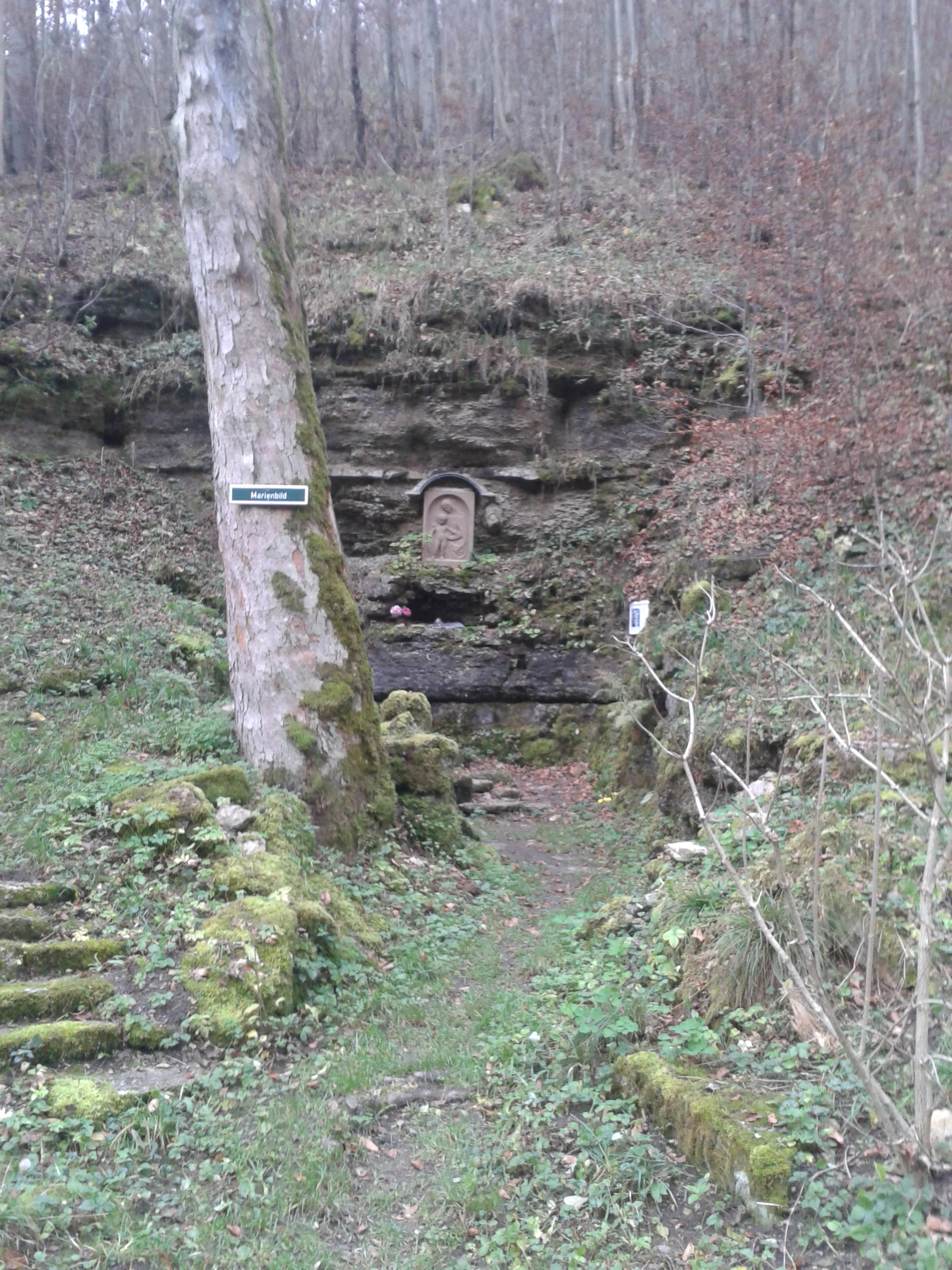
Marienbild und Reste der Marienkapelle in der Haßfurtschlucht

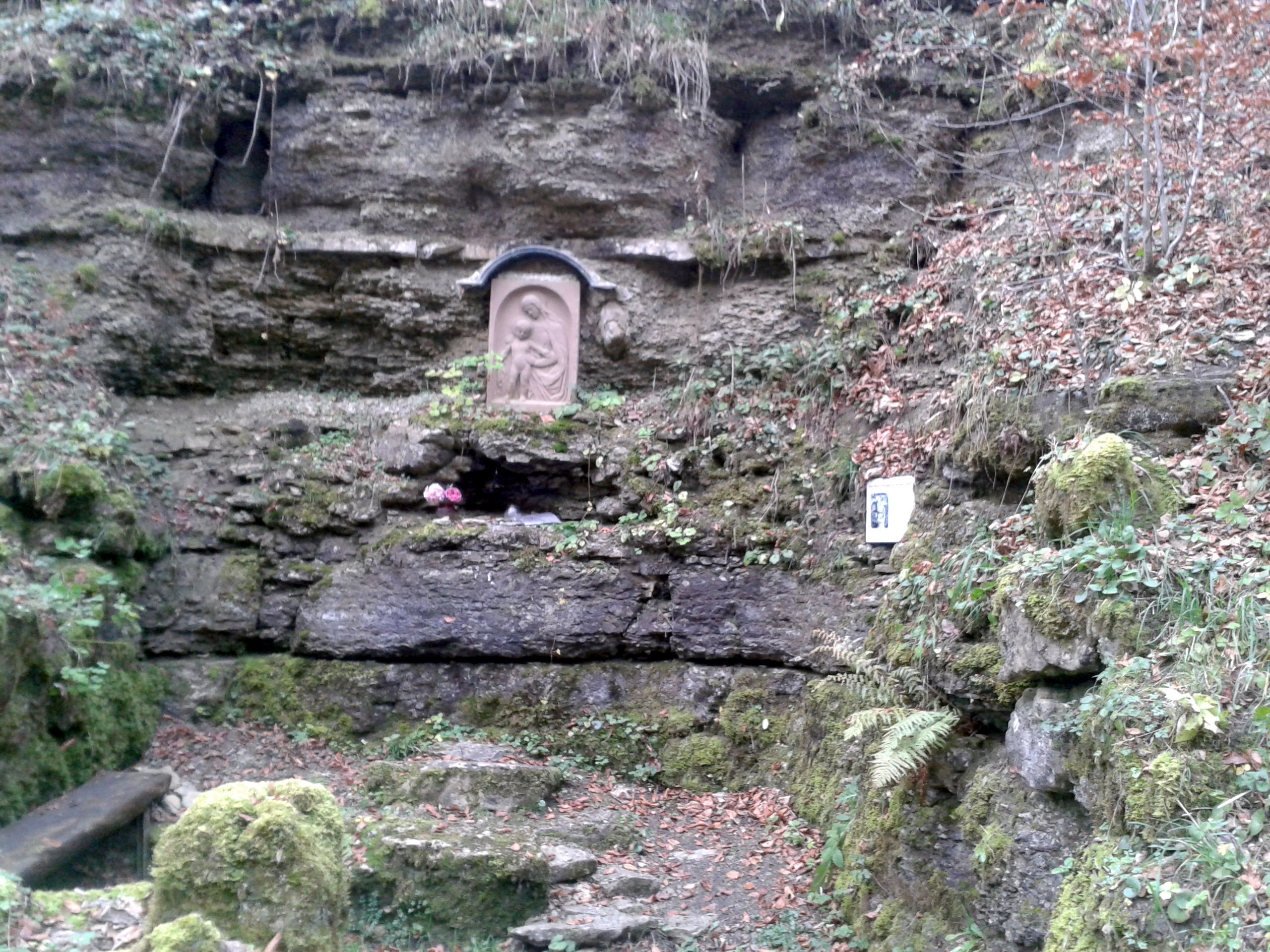
Marienbild und Reste der Marienkapelle in der Haßfurtschlucht

Das Marienbild in der Haßfurtschlucht ist ein im Süden von Thüringen gelegenes Wallfahrtsziel der katholischen Gemeinde Meiningen. Hier befand sich einst eine Marienkapelle, die einer mittelalterlichen Wegekapelle nachempfunden war.

## Lage
Das Marienbild befindet sich im Waldgebiet „Haßfurt“ im westlichen Stadtwald von Meiningen an der „Alten Frankfurter Straße“, die vom Haßfurtgrund nahe dem Schloss Landsberg durch die Haßfurtschlucht auf die Dreißigackerer Hochebene führt. Über diese frühere mittelalterliche Handelsstraße gelangte man nach Gotha, Fulda, Frankfurt am Main und Würzburg. Unweit liegt auf einem hohen Felssporn über der Schlucht die Burgruine Habichtsburg.

## Marienbild
Die heute verwendete Bezeichnung „Marienbild“ ist mit dem zentralen Relief an der Muschelkalkwand verbunden. Das Sandsteinrelief, das einst an der Südwand der Kapelle angebracht war, wurde vom Bildhauer August Müller geschaffen. Die Kapelle stand in einer im 19. Jahrhundert gesprengten Grotte, an deren heutiger westlicher Felswand das Marienbild angebracht ist. Sie wurde 2005 erneuert. Alljährlich im Mai finden hier Gottesdienste statt. Im Juni 2021 wurde das Marienbild bei einem Brandanschlag stark beschädigt.